# Aabed-El ben Asher ben Matzliach

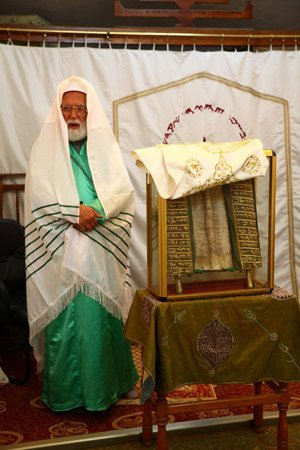
Aabed-El ben Asher ben Matzliach (2020)

Aabed-El ben Asher ben Matzliach (Nablus, 1935) is sinds 19 april 2013 hogepriester van de Samaritanen. Volgens de Samaritaanse traditie is hij de 132e hogepriester sinds Aäron.
Conform Samaritaans gebruik gaat bij de dood van een hogepriester het ambt automatisch over op de oudste dan nog in leven zijnde nakomeling van Itamar. Vandaar dat Aabed-El tijdens het Samaritaanse Paasfeest (23 april) reeds de hogepriesterlijke taken vervulde, ondanks dat de officiële bevestiging in het ambt pas plaatsvond na de zeven dagen durende rouwperiode na de dood van zijn voorganger Aaron ben Ab-Hisda ben Jacob op 19 april.
Bij de aanvaarding van zijn hogepriesterschap was Aabed-El 78 jaar oud. Hij is de grondlegger en was tot aan de aanvaarding van zijn hogepriesterschap directeur van een Tahin producerend bedrijf in Kiryat Luza, de Samaritaanse nederzetting op de Gerizim. In verband met zijn hogepriesterschap heeft hij de leiding van dit bedrijf aan familieleden overgedragen.
Aabed-El is de zoon van Asher ben Matzliach ben Phinhas, die tussen 1980 en 1982 het ambt van hogepriester bekleedde en de kleinzoon van Matzliach, die van 1933-1943 hogepriester was. Aabed-El is getrouwd en heeft twee zonen en twee dochters.